# Powrót Robin Hooda
Powrót Robin Hooda (ang. Robin and Marian) – amerykański film przygodowy z 1976 roku w reżyserii Richarda Lestera. Zdjęcia do filmu kręcono w północnej Hiszpanii, m.in. w Pampelunie (region Nawarry) i w prowincji Zamora.

## Fabuła
Treść filmu oparta jest na legendach o Robin Hoodzie, dotyczy jednak wydarzeń późniejszych, niż najczęściej przedstawiane. Część postaci filmowych wzorowana jest na postaciach historycznych, fabuła jednak miejscami odbiega od rzeczywistości. Robin Hood (Sean Connery) oraz Mały John (Nicol Williamson) przez kilkanaście lat biorą udział w wojnach krzyżowych pod dowództwem Ryszarda Lwie Serce (Richard Harris). Po śmierci króla powracają do Anglii. W Sherwood spotykają swoich dawnych towarzyszy: brata Tucka oraz Willa Szkarłatnego.
Marian, ukochana Robina, którą opuścił wyruszając na krucjaty, próbowała popełnić samobójstwo, jednak została odratowana, trafiła do pobliskiego klasztoru i została jego przeoryszą. Trwa konflikt króla Jana bez Ziemi z papiestwem, urzędnicy królewscy mają za zadanie uwięzić dostojników kościelnych lub zmusić ich do opuszczenia Anglii. Szeryf z Nottingham (Robert Shaw) oraz towarzyszący mu Sir Ranulf (Kenneth Haigh) przyjeżdżają do klasztoru Marian, równocześnie z Robin Hoodem. Marian chce poddać się dobrowolnie, jednak Robin Hood porywa ją i uwozi do Sherwood.
Do Robin Hooda zgłasza się grupa ochotników z okolicznych wiosek, którzy chcą walczyć z królem. Robin i jego dawni kompani szkolą ich i przygotowują do walki. Sir Ranulf prosi króla Jana (Ian Holm) o posiłki. Grupa wojska pod dowództwem szeryfa rozbija obóz pod lasem Sherwood. Przez kilka dni trwa sytuacja patowa, wojska szeryfa nie chcą wejść do lasu, zaś drużyna Robin Hooda nie chce podjąć bitwy na otwartej przestrzeni. Wreszcie Robin Hood składa szeryfowi propozycję, aby rozstrzygnąć wynik bitwy w pojedynku pomiędzy nimi dwoma. Szeryf ginie, ale Robin zostaje ciężko ranny. Wojska pod wodzą Ranulfa atakują drużynę Robin Hooda. Marian wraz z Małym Johnem przewożą rannego Robina do klasztoru, gdzie była zakonnica dysponuje lekarstwami i ziołami. Zamiast leku podaje mu truciznę, którą wypija też sama. Umierając Robin prosi Małego Johna o łuk, strzela z niego przez okno, prosząc, aby John pochował go wraz z Marian, w miejscu, gdzie upadnie strzała.

## Obsada
- Sean Connery – Robin Hood
- Audrey Hepburn – Lady Marian
- Robert Shaw – Szeryf z Nottingham
- Nicol Williamson – Mały John
- Richard Harris – król Ryszard Lwie Serce
- Denholm Elliott – Will Szkarłatny
- Ronnie Barker – Brat Tuck
- Kenneth Haigh – Sir Ranulf
- Ian Holm – król Jan bez Ziemi
- Victoria Abril – Izabela d’Angoulême